# Lista de pinturas de Frans Hals

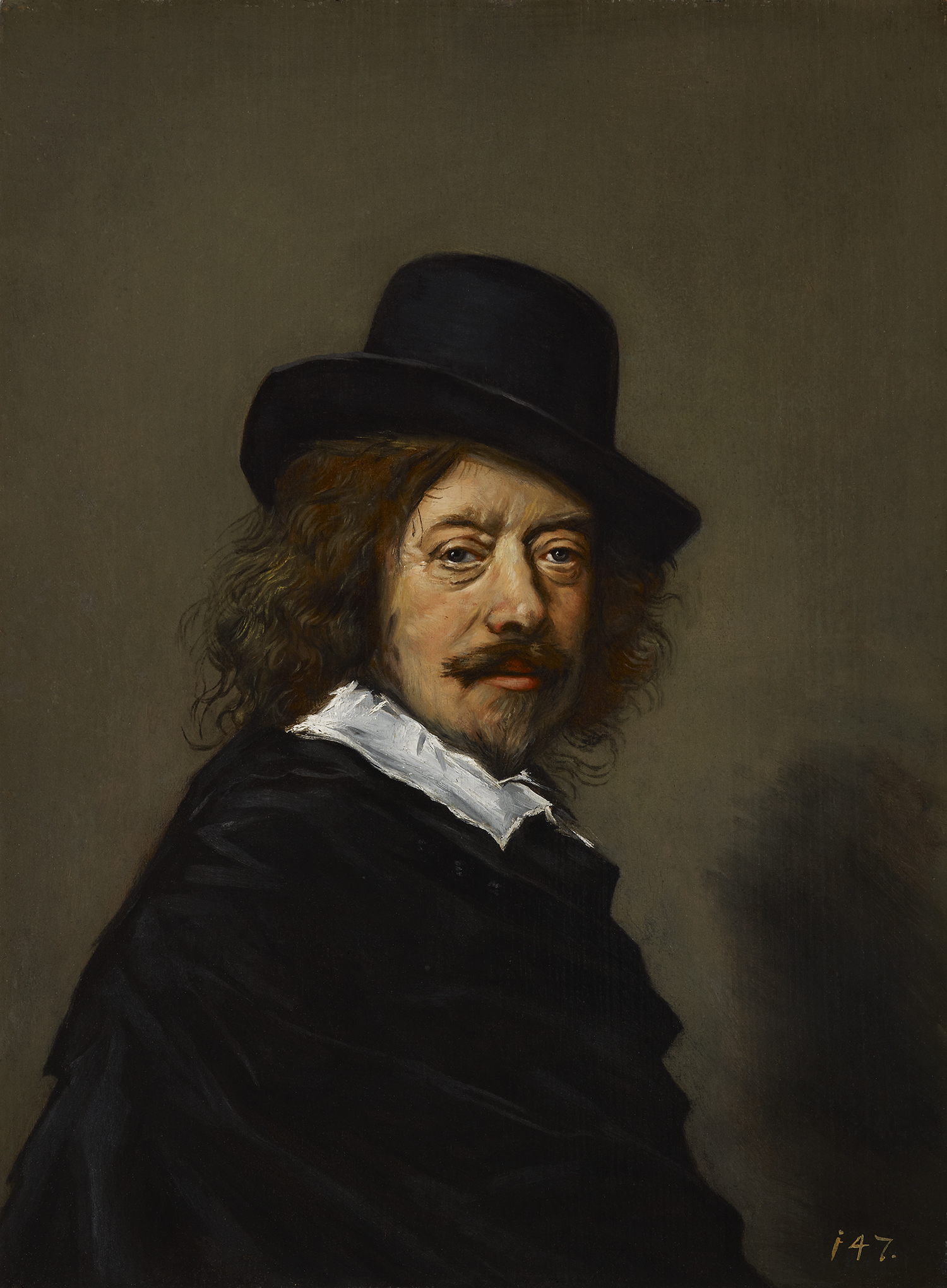
Autorretrato de Frans Hals (entre 1648 e 1650).

Esta é uma lista de pinturas de Frans Hals pintor holandês do Século de Ouro dos Países Baixos.
Frans Hals (1582/1583-1666) nasceu em Antuérpia e logo mudou para a Holanda. Foi aluno de Carel van Mander e pertenceu a guilda de pintores de Haarlem. Como artista se notabilizou pela pintura de quadros do gênero retrato e cenas do cotidiano e em particular schuttersstukken que são retratos de grupos de milicianos, gênero que foi praticado exclusivamente nos Países Baixos nos séculos XVI e XVII. Foi um dos precursores do impressionismo. Terminou seus dias na miséria, faleceu em Haarlem.
São reconhecidas 222 pinturas atribuídas a Hals de acordo com o catálogo raisonné autorizado de Seymour Slive.

## conjunto de pinturas
| Imagem | Título                                                                   | Data | Coleção                                                                                                   | Localização               | Gênero  | Descrito em |
| ------ | ------------------------------------------------------------------------ | ---- | --- | ------------------------- | ------- | ----------- |
|        | Portrait of a family in a landscape - three temporarily united fragments | 1624 | Hofje In den Groenen Tuin Museu de Arte de Toledo Museus Reais de Belas-Artes da Bélgica No/unknown value | Hofje In den Groenen Tuin | retrato |             |
|        | The Four Evangelists                                                     |      | |                           |         |             |

## estampa
| Imagem | Título                       | Data         | Coleção                                        | Localização                    | Gênero  | Descrito em |
| ------ | ---------------------------- | ------------ | ---------------------------------------------- | ------------------------------ | ------- | ----------- |
|        | Portrait of Johannes Crucius | 1625         |                                                |                                | retrato |             |
|        | Portrait of Pieter Bor       | 1634         | Rijksbureau voor Kunsthistorische Documentatie |                                | retrato |             |
|        | René Descartes               | século XVIII | Museu de Belas Artes de Rennes                 | Museu de Belas Artes de Rennes | retrato |             |

## gravura
| Imagem | Título                          | Data | Coleção | Localização | Gênero  | Descrito em |
| ------ | ------------------------------- | ---- | ------- | ----------- | ------- | ----------- |
|        | Portrait of Theodorus Wikenburg | 1650 |         | Berlim      | retrato |             |

## obra de arte
| Imagem | Título                                                                                | Data | Coleção      | Localização  | Gênero | Descrito em |
| ------ | ------------------------------------------------------------------------------------- | ---- | ------------ | ------------ | ------ | ----------- |
|        | Van den Broecke, Pieter (1585-1640); koopman van de Verenigde Oost-Indische Compagnie |      | FelixArchief | FelixArchief |        |             |

## pintura
| Imagem | Título                                                                    | Data                             | Coleção | Localização                                                                                             | Gênero                               | Descrito em |
| ------ | ------------------------------------------------------------------------- | -------------------------------- | --- | --- | ------------------------------------ | ----------- |
|        | Malle Babbe                                                               | década de 1640                   | Gemäldegalerie | Gemäldegalerie                                                                                          | retrato                              |             |
|        | A Militiaman Holding a Berkemeyer, Known as the ‘Merry Drinker’           | década de 1620                   | Rijksmuseum | Rijksmuseum                                                                                             | pintura de género                    |             |
|        | Willem van Heythuysen                                                     | 1625                             | Coleções de Pinturas do Estado da Baviera | Antiga Pinacoteca                                                                                       | retrato                              |             |
|        | Laughing Cavalier                                                         | 1624                             | Coleção Wallace | Coleção Wallace                                                                                         | retrato                              |             |
|        | The Rommelpot player                                                      | 1618                             | Museu de Arte Kimbell Coleção Cook | Museu de Arte Kimbell Doughty House                                                                     | pintura de género                    |             |
|        | Portrait of a Couple probably Isaac Massa and Beatrix van der Laen        | 1622                             | Rijksmuseum | Gallery of Honour                                                                                       | retrato                              |             |
|        | La Bohémienne                                                             | 1626 1628                        | Departamento de Pinturas do Louvre | Room 846                                                                                                | retrato                              |             |
|        | Portrait of Isaak Abrahamsz. Massa                                        | 1626                             | Galeria de Arte de Ontário | Galeria de Arte de Ontário                                                                              | retrato                              |             |
|        | Portrait of a young man with a skull                                      | 1628 1626                        | National Gallery | National Gallery                                                                                        | Tronie                               |             |
|        | Militia Company of District XI under the Command of Captain Reynier Reael | 1637 década de 1630              | Rijksmuseum Museu de Amesterdão | Rijksmuseum                                                                                             | schutterstuk                         |             |
|        | Regentesses of the Old Men's Alms House                                   | 1664                             | Frans Halsmuseum | Frans Halsmuseum                                                                                        | retrato de grupo regentenstuk        |             |
|        | Portrait of a Young Man Holding a Glove                                   | 1650                             | Museu Hermitage | Museu Hermitage                                                                                         | retrato                              |             |
|        | St. Luke                                                                  | 1625                             | Museu Odessa de arte ocidental e oriental | Museu Odessa de arte ocidental e oriental                                                               | arte sacra                           |             |
|        | The Banquet of the Officers of the St George Militia Company in 1616      | 1616                             | Frans Halsmuseum | Frans Halsmuseum Proveniershuis Prinsenhof                                                              | schutterstuk                         |             |
|        | Jester with lute                                                          | 1623                             | Departamento de Pinturas do Louvre | Room 846                                                                                                | Tronie                               |             |
|        | Foliões na terça-feira de Carnaval                                        | década de 1610                   | Metropolitan Museum of Art | Gallery 637, Metropolitan Museum of Art                                                                 | retrato                              |             |
|        | Laughing boy                                                              | 1625 1627                        | Mauritshuis | Mauritshuis                                                                                             | retrato                              |             |
|        | Portrait of a man                                                         | 1660                             | Museu Jacquemart-André | Museu Jacquemart-André                                                                                  | retrato                              |             |
|        | Portrait of Dorothea Berck                                                | 1644                             | Baltimore Museum of Art | Baltimore Museum of Art                                                                                 | retrato                              |             |
|        | Regents of the Old Men's Almshouse                                        | 1664                             | Frans Halsmuseum | Frans Halsmuseum                                                                                        | retrato de grupo regentenstuk        |             |
|        | The Banquet of the Officers of the Calivermen Civic Guard                 | 1627                             | Frans Halsmuseum | Frans Halsmuseum                                                                                        | schutterstuk                         |             |
|        | Banquet of the Officers of the St George Civic Guard                      | 1627                             | Frans Halsmuseum | Frans Halsmuseum                                                                                        | schutterstuk                         |             |
|        | Two laughing boys with mug of beer                                        | 1626                             | Museum Boymans-van Beuningen Hofje van Mevrouw van Aerden | Hofje van Mevrouw van Aerden                                                                            | pintura de género                    |             |
|        | St. Mark                                                                  | 1625                             | Museu Pushkin | Museu Pushkin                                                                                           | arte sacra                           |             |
|        | Peeckelhaeringh                                                           | década de 1620                   | Museumslandschaft Hessen Kassel | Gemäldegalerie Alte Meister                                                                             | pintura de género                    |             |
|        | The Officers of the St George Militia Company in 1639                     | 1639                             | Frans Halsmuseum | Frans Halsmuseum                                                                                        | schutterstuk                         |             |
|        | The Officers of the St Adrian Militia Company in 1633                     | 1634                             | Frans Halsmuseum | Frans Halsmuseum                                                                                        | schutterstuk                         |             |
|        | Portrait of Jacob Pietersz Olycan (1596-1638)                             | 1625                             | Mauritshuis | Mauritshuis - Room 10                                                                                   | retrato                              |             |
|        | Portrait of Aletta Hanemans (1606–1653)                                   | 1625                             | Mauritshuis | Mauritshuis - Room 10                                                                                   | retrato                              |             |
|        | Retrato de um homem.                                                      | 1634                             | Mauritshuis | Mauritshuis                                                                                             | retrato                              |             |
|        | Portrait of a man                                                         | 1660                             | Mauritshuis | Mauritshuis                                                                                             | retrato                              |             |
|        | Retrato de um homem.                                                      | 1637                             | Rijksmuseum | Rijksmuseum                                                                                             | retrato                              |             |
|        | Portrait of Sara Wolphaerts van Diemen                                    | 1635 1634                        | Rijksmuseum | Rijksmuseum                                                                                             | retrato                              |             |
|        | Portrait of a man, possibly a clergyman                                   | 1660                             | Rijksmuseum | Rijksmuseum                                                                                             | retrato                              |             |
|        | Portrait of Maritge Claesdr Vooght (....-1644)                            | 1639                             | Rijksmuseum Museu de Amesterdão Coleção Adriaan van der Hoop | Rijksmuseum Amsterdam - Saal 2.14                                                                       | retrato                              |             |
|        | Portrait of Lucas de Clercq                                               | 1635                             | Rijksmuseum Museu de Amesterdão | Gallery of Honour Rijksmuseum                                                                           | retrato                              |             |
|        | Portrait of Feyntje van Steenkiste                                        | 1635                             | Rijksmuseum Museu de Amesterdão | Rijksmuseum                                                                                             | retrato                              |             |
|        | O rapaz e sua bela                                                        | 1623                             | Metropolitan Museum of Art | Metropolitan Museum of Art                                                                              | retrato                              |             |
|        | Two singing boys with a lute and a music book                             | 1625 1623                        | Museumslandschaft Hessen Kassel | Gemäldegalerie Alte Meister                                                                             | pintura de género retrato            |             |
|        | Laughing Fisherboy                                                        | 1628                             | No/unknown value Mauritshuis | | pintura de género                    |             |
|        | The Fisher Boy                                                            | 1630                             | Museu Real de Belas Artes de Antuérpia | Museu Real de Belas Artes de Antuérpia                                                                  | Tronie                               |             |
|        | Portrait of Paulus Verschuur                                              | 1643                             | Metropolitan Museum of Art | Metropolitan Museum of Art                                                                              | retrato                              |             |
|        | Portrait of Pieter Tjarck                                                 | 1638                             | Los Angeles County Museum of Art | Los Angeles County Museum of Art                                                                        | retrato                              |             |
|        | Portrait of a woman said to be Hylck Boner                                | 1635                             | The Frick Collection | The Frick Collection                                                                                    | retrato                              |             |
|        | St. Matthew                                                               | 1625                             | Museu Odessa de arte ocidental e oriental | Museu Odessa de arte ocidental e oriental                                                               | arte sacra                           |             |
|        | São João Evangelista                                                      | 1625                             | Museu J. Paul Getty | Getty Center                                                                                            | arte sacra                           |             |
|        | Portrait of a man with long hair and a mustache                           | 1653                             | Museu Hermitage | Museu Hermitage                                                                                         | retrato                              |             |
|        | Square portrait of Pieter Jacobsz Olycan                                  | 1639                             | Frans Halsmuseum | Frans Halsmuseum                                                                                        | retrato                              |             |
|        | Portrait of Jacobus Zaffius                                               | 1611                             | Frans Halsmuseum | Frans Halsmuseum                                                                                        | retrato                              |             |
|        | Regents of the St. Elisabeth's or Groote Gasthuis in Haarlem              | 1641                             | Frans Halsmuseum | Frans Halsmuseum                                                                                        | retrato de grupo regentenstuk        |             |
|        | Portrait of Nicolaes Woutersz van der Meer                                | 1631                             | Frans Halsmuseum | Frans Halsmuseum                                                                                        | retrato                              |             |
|        | Portrait of Cornelia Claesdr Vooght                                       | 1631                             | Frans Halsmuseum | Frans Halsmuseum                                                                                        | retrato                              |             |
|        | Portrait of Theodorus Schrevelius                                         | 1617                             | Frans Halsmuseum | Frans Halsmuseum                                                                                        | retrato                              |             |
|        | Retrato de um homem                                                       | 1633                             | Coleções Nacionais de Dresden | Coleções Nacionais de Dresden Pinacoteca dos Mestres Antigos                                            | retrato                              |             |
|        | Portrait of a man in a Black Jacket                                       | 1633                             | Coleções Nacionais de Dresden | Coleções Nacionais de Dresden Pinacoteca dos Mestres Antigos                                            | retrato                              |             |
|        | Boy with a glass and a lute                                               | década de 1620                   | Guildhall Art Gallery Charles Sedelmeyer collection | Guildhall Art Gallery                                                                                   | pintura de género                    |             |
|        | Laughing boy with a flute                                                 | 1627                             | Staatliches Museum Schwerin | Staatliches Museum Schwerin                                                                             | pintura de género                    |             |
|        | Boy with a glass and a pewter jug                                         | década de 1620                   | Staatliches Museum Schwerin | Staatliches Museum Schwerin                                                                             | pintura de género                    |             |
|        | The Smoker, or Three Heads                                                | 1626                             | Metropolitan Museum of Art | Metropolitan Museum of Art                                                                              | pintura de género                    |             |
|        | Garoto com alaúde                                                         | 1626                             | Metropolitan Museum of Art | Metropolitan Museum of Art                                                                              | pintura de género                    |             |
|        | Portrait of Pieter van der Morsch                                         | 1616                             | Carnegie Museum of Art | Carnegie Museum of Art                                                                                  | retrato                              |             |
|        | Catharina Hooft with her Nurse                                            | década de 1610                   | Gemäldegalerie | Gemäldegalerie Ilpenstein                                                                               | retrato                              |             |
|        | Van Campen Family Portrait in a Landscape (left half)                     | década de 1620                   | Museu de Arte de Toledo | Museu de Arte de Toledo                                                                                 | retrato familiar                     |             |
|        | Right half of Gijsbert Claesz. van Campen family portrait                 | 1620                             | Museus Reais de Belas-Artes da Bélgica | Museus Reais de Belas-Artes da Bélgica                                                                  | retrato                              |             |
|        | Portrait of Paulus van Beresteyn                                          | século XVII                      | Departamento de Pinturas do Louvre | Room 846                                                                                                | retrato                              |             |
|        | A young woman with a glass and flagon                                     | 1623                             | Frans Halsmuseum Corcoran Gallery of Art | Corcoran Gallery of Art Frans Halsmuseum                                                                | retrato                              |             |
|        | Portrait of Conrad Vietor                                                 | 1644                             | Leiden Collection Johnny Van Haeften Gallery Luton Hoo | | retrato                              |             |
|        | Portrait of Pieter van den Broecke                                        | 1633                             | Kenwood House Iveagh Bequest, 1929 | Kenwood House                                                                                           | retrato                              |             |
|        | Portrait of Michiel de Wael                                               | 1634                             | Taft Museum of Art | Taft Museum of Art                                                                                      | retrato                              |             |
|        | Portrait of Cunera van Baersdorp                                          | 1625                             | No/unknown value Charles Sedelmeyer collection | | retrato                              |             |
|        | Claes Duyst van Voorhout                                                  | 1638                             | Metropolitan Museum of Art | Metropolitan Museum of Art                                                                              | retrato                              |             |
|        | Portrait of Joseph Coymans                                                | 1644                             | Wadsworth Atheneum | Wadsworth Atheneum                                                                                      | retrato                              |             |
|        | Portrait of Pieter Jacobsz Olycan                                         | 1639                             | Museu de Arte de John e Mable Ringling | Museu de Arte de John e Mable Ringling                                                                  | retrato                              |             |
|        | Stephanus Geeraerdts Alderman in Haarlem                                  | 1644                             | Museu Real de Belas Artes de Antuérpia | Museu Real de Belas Artes de Antuérpia                                                                  | retrato                              |             |
|        | Portrait of Isabella Coymans                                              | 1606 década de 1640              | No/unknown value Führermuseum Munich Central Collecting Point | Führermuseum Munich Central Collecting Point                                                            | retrato                              |             |
|        | Portrait of Pieter Verdonck                                               | 1627                             | Galerias Nacionais da Escócia | Galeria Nacional da Escócia                                                                             | retrato                              |             |
|        | Portrait of René Descartes                                                | 1649                             | Museu Nacional de Arte da Dinamarca | Museu Nacional de Arte da Dinamarca                                                                     | retrato                              |             |
|        | Retrato de uma mulher                                                     | 1612 década de 1610 1611         | Chatsworth House | Chatsworth House                                                                                        | retrato                              |             |
|        | Portrait of a man holding a skull                                         | década de 1610 1616              | Barber Institute of Fine Arts | Barber Institute of Fine Arts                                                                           | retrato                              |             |
|        | Retrato de um homem                                                       | 1612                             | Brooklyn Museum | Brooklyn Museum                                                                                         | retrato                              |             |
|        | Portrait of a gentleman                                                   | 1619                             | Museu de Belas Artes de Dijon | Museu de Belas Artes de Dijon                                                                           | retrato                              |             |
|        | Retrato de um homem desconhecido                                          | década de 1610                   | Museumslandschaft Hessen Kassel Gemäldegalerie Alte Meister | Gemäldegalerie Alte Meister                                                                             | retrato                              |             |
|        | Portrait of a Woman Standing                                              | 1618                             | Gemäldegalerie Alte Meister Museumslandschaft Hessen Kassel | Gemäldegalerie Alte Meister                                                                             | retrato                              |             |
|        | Portrait of a man, possibly Isaac Massa                                   | 1622                             | Chatsworth House | Chatsworth House                                                                                        | retrato                              |             |
|        | Boy with Flute                                                            | 1623                             | Gemäldegalerie | Gemäldegalerie                                                                                          | retrato                              |             |
|        | Laughing boy                                                              | 1625                             | Los Angeles County Museum of Art | Los Angeles County Museum of Art                                                                        | pintura de género                    |             |
|        | Portrait of Jasper Schade van Westrum                                     | 1645                             | Galeria Nacional de Praga | Palácio de Sternberg                                                                                    | retrato                              |             |
|        | Laughing Boy with Flute                                                   | 1625                             | No/unknown value | | pintura de género                    |             |
|        | Portrait of Willem Croes                                                  | 1658                             | Coleções de Pinturas do Estado da Baviera | Antiga Pinacoteca                                                                                       | retrato                              |             |
|        | Portrait of Vincent Laurensz van der Vinne                                | 1650 década de 1650              | Galeria de Arte de Ontário | Galeria de Arte de Ontário                                                                              | retrato                              |             |
|        | Portrait of a Bearded Man with a Ruff                                     | 1625                             | Metropolitan Museum of Art Julius Böhler AG | Metropolitan Museum of Art                                                                              | retrato                              |             |
|        | Portrait of a man, possibly Palamedes                                     | 1625                             | Gemäldegalerie | Gemäldegalerie                                                                                          | retrato                              |             |
|        | Portrait of Petrus Scriverius                                             | 1626                             | Metropolitan Museum of Art | Metropolitan Museum of Art                                                                              | retrato                              |             |
|        | Portrait of Anna van der Aar                                              | 1626                             | Metropolitan Museum of Art | Metropolitan Museum of Art                                                                              | retrato                              |             |
|        | Portrait of Michiel Jansz. van Middelhoven                                | 1626                             | Coleção Adolphe Schloss | | retrato                              |             |
|        | Portrait of Sara Andriesdr Hessix                                         | 1626                             | Museu Calouste Gulbenkian | Museu Calouste Gulbenkian Kronberg im Taunus                                                            | retrato                              |             |
|        | Retrato de um homem                                                       | 1633                             | Tokyo Fuji Art Museum | Tokyo Fuji Art Museum                                                                                   | retrato                              |             |
|        | Portrait of a preacher                                                    | 1635                             | Fogg Museum Museus de Arte de Harvard | Fogg Museum                                                                                             | retrato                              |             |
|        | Fisherman playing the violin                                              | 1630                             | Museu Thyssen-Bornemisza Julius Böhler AG | Museu Thyssen-Bornemisza                                                                                | retrato                              |             |
|        | Portrait of a man in a gray cloak with wide brim hat                      | 1660                             | Museu Fitzwilliam | Museu Fitzwilliam                                                                                       | retrato                              |             |
|        | Portrait of Johannes Acronius                                             | 1627                             | Gemäldegalerie | Gemäldegalerie                                                                                          | retrato                              |             |
|        | Retrato de um homem                                                       | 1627                             | Gemäldegalerie | Gemäldegalerie                                                                                          | retrato                              |             |
|        | Oval Portrait of a man aged 56                                            | 1628                             | No/unknown value | | retrato                              |             |
|        | Round portrait of a man, possibly Saeckma                                 | 1628                             | No/unknown value | | retrato                              |             |
|        | Portrait of a woman aged 60                                               | 1628                             | No/unknown value | | retrato                              |             |
|        | Retrato de uma senhora                                                    | 1627                             | Art Institute of Chicago | Art Institute of Chicago                                                                                | retrato                              |             |
|        | Boy playing a violin                                                      | 1628                             | Museu de Belas Artes da Virgínia Art Institute of Chicago Lawrie & Co Frans Halsmuseum Mauritshuis | Museu de Belas Artes da Virgínia Mauritshuis Frans Halsmuseum                                           | pintura de género                    |             |
|        | Girl Singing                                                              | 1630 século XVII                 | No/unknown value Museu de Belas Artes da Virgínia Art Institute of Chicago Lawrie & Co | Lawrie & Co Art Institute of Chicago Museu de Belas Artes da Virgínia                                   | pintura de género                    |             |
|        | Peeckelhaering (The merry reveler)                                        | 1628                             | Museu de Belas Artes Charles Sedelmeyer collection | Museu de Belas Artes                                                                                    | pintura de género                    |             |
|        | Portrait of a seated young man with a broad brim hat                      | 1628                             | Galeria Nacional de Arte Andrew W. Mellon collection | Galeria Nacional de Arte                                                                                | retrato                              |             |
|        | Portrait of an elderly man                                                | 1630                             | The Frick Collection Charles Sedelmeyer collection | The Frick Collection                                                                                    | retrato                              |             |
|        | Retrato de um homem                                                       | 1630                             | Royal Collection | Palácio de Buckingham                                                                                   | retrato                              |             |
|        | Retrato de um desconhecido                                                | 1634                             | Museu Nacional de São Carlos | Museu Nacional de São Carlos                                                                            | retrato                              |             |
|        | Fruit and Vegetable Seller                                                | 1630                             | No/unknown value | | pintura de género                    |             |
|        | Smiling Fishergirl                                                        | 1630                             | No/unknown value | | pintura de género                    |             |
|        | Fisher Boy with Basket                                                    | 1630                             | Galeria Nacional da Irlanda | Galeria Nacional da Irlanda                                                                             | retrato                              |             |
|        | Man with a beer jug                                                       | 1630                             | No/unknown value L. D. M. Sweat Memorial Galleries | | retrato Tronie                       |             |
|        | Portrait of Samuel Ampzing                                                | 1630                             | Leiden Collection | Leiden Collection                                                                                       | retrato                              |             |
|        | Retrato de um homem                                                       | 1633                             | National Gallery | National Gallery                                                                                        | retrato                              |             |
|        | Retrato de uma mulher                                                     | 1633                             | Galeria Nacional de Arte Andrew W. Mellon collection Charles Sedelmeyer collection | Galeria Nacional de Arte                                                                                | retrato                              |             |
|        | Oficial sentado                                                           | 1631                             | Museu de Arte de São Paulo | Museu de Arte de São Paulo                                                                              | retrato                              |             |
|        | Retrato de um homem                                                       | 1630                             | Gemäldegalerie | Gemäldegalerie                                                                                          | retrato                              |             |
|        | Retrato de uma mulher                                                     | 1630                             | Gemäldegalerie | Gemäldegalerie                                                                                          | retrato                              |             |
|        | Portrait of Tieleman Roosterman                                           | 1634                             | Museu de Arte de Cleveland | Museu de Arte de Cleveland                                                                              | retrato                              |             |
|        | Portrait of Catharina Brugman                                             | 1634                             | No/unknown value | | retrato                              |             |
|        | Portrait of a man                                                         | 1634                             | Museu de Belas Artes de Budapeste Munich Central Collecting Point | Museu de Belas Artes de Budapeste Munich Central Collecting Point                                       | retrato                              |             |
|        | Retrato de uma jovem mulher                                               | 1634                             | Baltimore Museum of Art | Baltimore Museum of Art Kronberg im Taunus                                                              | retrato                              |             |
|        | Portrait of a Woman                                                       | década de 1640 1635              | No/unknown value | | retrato                              |             |
|        | Portrait of a woman in an octagonal frame                                 | 1635 1637                        | Staatsgalerie Stuttgart Charles Sedelmeyer collection | Staatsgalerie Stuttgart                                                                                 | retrato                              |             |
|        | Portrait of a man in an octagonal frame                                   | 1637                             | Staatsgalerie Stuttgart Charles Sedelmeyer collection | Staatsgalerie Stuttgart                                                                                 | retrato                              |             |
|        | Retrato de um homem                                                       | 1634                             | Timken Museum of Art | Timken Museum of Art                                                                                    | retrato                              |             |
|        | Retrato de uma mulher desconhecida                                        | 1634                             | Detroit Institute of Arts | Detroit Institute of Arts                                                                               | retrato                              |             |
|        | Portrait of a family                                                      | 1635                             | Cincinnati Art Museum Charles Sedelmeyer collection | Cincinnati Art Museum                                                                                   | retrato familiar                     |             |
|        | Portrait of Isaac Massa                                                   | 1636                             | San Diego Museum of Art Jacques Goudstikker collection Julius Böhler AG | San Diego Museum of Art                                                                                 | retrato                              |             |
|        | Portrait of a man called Johannes Saeckma                                 | 1635                             | Museum Boymans-van Beuningen | Museum Boymans-van Beuningen                                                                            | retrato                              |             |
|        | Portrait of a man aged 37                                                 | 1637                             | No/unknown value | | retrato                              |             |
|        | Portrait of a woman aged 36                                               | 1637                             | No/unknown value | | retrato                              |             |
|        | Retrato de um homem                                                       | 1635                             | Woburn Abbey | Woburn Abbey                                                                                            | retrato                              |             |
|        | Portrait of a woman, possibly Maria Larp                                  | 1634                             | National Gallery | National Gallery                                                                                        | retrato                              |             |
|        | Portrait of a man aged 38                                                 | 1638                             | Kungliga Hovstaterna | Kungliga Hovstaterna                                                                                    | retrato                              |             |
|        | Retrato de uma mulher                                                     | 1638                             | No/unknown value | | retrato                              |             |
|        | Retrato de um cavalheiro                                                  | 1638                             | Museu Städel | Museu Städel                                                                                            | retrato                              |             |
|        | Portrait of a Woman                                                       | 1638                             | Museu Städel | Museu Städel                                                                                            | retrato                              |             |
|        | O capitão Andries van Hoorn                                               | 1638                             | Museu de Arte de São Paulo | Museu de Arte de São Paulo                                                                              | retrato                              |             |
|        | Maria Pietersdochter Olycan                                               | 1638                             | Museu de Arte de São Paulo Charles Sedelmeyer collection Dowdeswell and Dowdeswell's Gallery | Museu de Arte de São Paulo                                                                              | retrato                              |             |
|        | Portrait of a Woman, probably Aeltje Dircksdr. Pater                      | 1638                             | Museu de Arte de Cleveland | Museu de Arte de Cleveland                                                                              | retrato                              |             |
|        | Portrait of Jean de la Chambre                                            | 1638                             | National Gallery | National Gallery                                                                                        | retrato                              |             |
|        | Portrait of Willem van Heythuysen                                         | década de 1650                   | Museus Reais de Belas-Artes da Bélgica | Museu dos Mestres Antigos                                                                               | retrato                              |             |
|        | Portrait of a Member of the Haarlem Civic Guard                           | 1636                             | Galeria Nacional de Arte Andrew W. Mellon collection Museu Hermitage | Galeria Nacional de Arte Museu Hermitage                                                                | retrato                              |             |
|        | Portrait of Willem van Heythuysen                                         | 1635                             | No/unknown value | | retrato                              |             |
|        | Portrait of Hendrik Swalmius                                              | 1639                             | Detroit Institute of Arts | Detroit Institute of Arts                                                                               | retrato                              |             |
|        | Portrait of a woman, possibly Judith van Breda                            | 1639                             | Museum Boymans-van Beuningen Jacques Goudstikker collection | Museum Boymans-van Beuningen                                                                            | retrato                              |             |
|        | Portrait of a standing man holding a hat                                  | 1639                             | No/unknown value | | retrato                              |             |
|        | Portrait of a Woman                                                       | 1639 século XVII                 | National Gallery | National Gallery                                                                                        | retrato                              |             |
|        | Portrait of a Woman                                                       | 1625                             | Gemäldegalerie | No/unknown value                                                                                        | retrato                              |             |
|        | Retrato de um homem jovem                                                 | 1639                             | Museu de História da Arte em Viena | Museu de História da Arte em Viena                                                                      | retrato                              |             |
|        | Portrait of Daniel van Aken                                               | 1630                             | Museu Nacional de Belas-Artes da Suécia | Museu Nacional de Belas-Artes da Suécia                                                                 | retrato                              |             |
|        | Portrait of a Woman                                                       | 1640                             | Museu de Belas Artes de Gante | Museu de Belas Artes de Gante                                                                           | retrato                              |             |
|        | Retrato de um homem                                                       | 1640                             | Museu Wallraf–Richartz | Museu Wallraf–Richartz                                                                                  | retrato                              |             |
|        | Retrato de uma mulher                                                     | 1640                             | Museu Wallraf–Richartz | Museu Wallraf–Richartz                                                                                  | retrato                              |             |
|        | Portrait of a man, possibly Willem van Warmond                            | 1640                             | Instituut Collectie Nederland Frans Halsmuseum Rijksdienst voor het Cultureel Erfgoed kunstcollectie Stichting Nederlands Kunstbezit Dienst Verspreide Rijkscollecties Rijksdienst Beeldende Kunst Hermann Göring Collection Munich Central Collecting Point | Frans Halsmuseum Munich Central Collecting Point                                                        | retrato                              |             |
|        | Portrait of a Woman Holding a Fan                                         | 1640                             | National Gallery | National Gallery                                                                                        | retrato                              |             |
|        | Portrait of Johan de Wael                                                 | 1638                             | No/unknown value | | retrato                              |             |
|        | Portrait of a man holding a book                                          | 1642                             | No/unknown value | | retrato                              |             |
|        | Portrait of an elderly man                                                | 1643                             | No/unknown value | | retrato                              |             |
|        | Portrait of a man                                                         | 1643                             | Fundação Barnes | Fundação Barnes                                                                                         | retrato                              |             |
|        | Portrait of Maria Bastiaens van Hout                                      | 1643                             | Museu Nacional de Belas-Artes da Suécia | Museu Nacional de Belas-Artes da Suécia                                                                 | retrato                              |             |
|        | Portrait of a man with his hand on his chest                              | década de 1640                   | Munich Central Collecting Point National Museum in Szczecin Prussian Cultural Heritage Foundation Fortaleza de Coburg Stiftung Pommern Pomeranian State Museum                                                                                               | Munich Central Collecting Point National Museum in Szczecin Pomeranian State Museum Fortaleza de Coburg | retrato                              |             |
|        | Portrait of an Elderly Man, traditionally called Heer Bodolphe            | 1643                             | Yale University Art Gallery | Yale University Art Gallery                                                                             | retrato                              |             |
|        | Portrait of Mrs. Bodolphe                                                 | 1643                             | Yale University Art Gallery | Yale University Art Gallery                                                                             | retrato                              |             |
|        | Portrait of a man                                                         | 1643                             | No/unknown value Charles Sedelmeyer collection | | retrato                              |             |
|        | Portrait of a man                                                         | 1640                             | Museumslandschaft Hessen Kassel Gemäldegalerie Alte Meister | Gemäldegalerie Alte Meister                                                                             | retrato                              |             |
|        | Portrait of a man                                                         | 1640                             | Museumslandschaft Hessen Kassel Gemäldegalerie Alte Meister | Gemäldegalerie Alte Meister                                                                             | retrato                              |             |
|        | Portrait of a man                                                         | 1645                             | Galeria Nacional do Canadá | Galeria Nacional do Canadá                                                                              | retrato                              |             |
|        | Portrait of a man                                                         | 1643                             | Galerias Nacionais da Escócia | Galeria Nacional da Escócia                                                                             | retrato                              |             |
|        | Portrait of a Woman                                                       | 1643                             | Galerias Nacionais da Escócia | Galeria Nacional da Escócia                                                                             | retrato                              |             |
|        | Portrait of a standing man                                                | 1644                             | No/unknown value Museu de Arte Kimbell Johnny Van Haeften Gallery | | retrato                              |             |
|        | Portrait of a man                                                         | 1644                             | Six Collection | Six Collection                                                                                          | retrato                              |             |
|        | Retrato de uma mulher                                                     | 1644                             | Michaelis Collection | Michaelis Collection                                                                                    | retrato                              |             |
|        | Portrait of a man                                                         | 1645                             | National Gallery | National Gallery                                                                                        | retrato                              |             |
|        | Portrait of an artist                                                     | 1644                             | Art Institute of Chicago Demidov collection | Art Institute of Chicago Villa San Donato                                                               | retrato                              |             |
|        | Portrait of Johannes Hoornbeek                                            | 1645                             | Museus Reais de Belas-Artes da Bélgica | Museu dos Mestres Antigos                                                                               | retrato                              |             |
|        | Portrait of Willem Coymans                                                | 1645                             | Galeria Nacional de Arte Andrew W. Mellon collection Charles Sedelmeyer collection | Galeria Nacional de Arte                                                                                | retrato                              |             |
|        | Portrait of a young man                                                   | década de 1640                   | Galeria Nacional de Arte Andrew W. Mellon collection Museu Hermitage | Galeria Nacional de Arte Museu Hermitage                                                                | retrato                              |             |
|        | Portrait of a Man                                                         | 1643                             | Museu Ducal de Gotha | Museu Ducal de Gotha                                                                                    | retrato                              |             |
|        | Portrait of a Woman                                                       | 1644                             | No/unknown value Collection Michel van Gelder, chateau Zeecrabbe, Uccle, Belgium | | retrato                              |             |
|        | Retrato de uma mulher                                                     | 1648                             | Departamento de Pinturas do Louvre | Room 846                                                                                                | retrato                              |             |
|        | Portrait of Maria Vernatti                                                | 1648                             | Aurora Art fund | | retrato                              |             |
|        | Portrait of a man                                                         | 1648                             | Taft Museum of Art | Taft Museum of Art                                                                                      | retrato                              |             |
|        | Portrait of a Woman                                                       | 1648                             | Taft Museum of Art | Taft Museum of Art                                                                                      | retrato                              |             |
|        | Portrait of a family                                                      | 1648                             | National Gallery | National Gallery                                                                                        | retrato familiar pintura de paisagem |             |
|        | Family group in a landscape                                               | década de 1640                   | Museu Thyssen-Bornemisza Sammlung Schloss Rohoncz | Museu Thyssen-Bornemisza                                                                                | retrato familiar                     |             |
|        | Portrait of John Livingston                                               | 1655                             | No/unknown value | | retrato                              |             |
|        | Portrait of Nicolaas Stenius                                              | 1650                             | Museu do Convento de Santa Catarina Bisschoppelijk Museum Haarlem R.K. Parochie H. Jacobus Major, Akersloot | Museu do Convento de Santa Catarina Bisschoppelijk Museum Haarlem Akersloot                             | retrato                              |             |
|        | Portrait of a man aged 73                                                 | 1650                             | Greystoke Castle | Greystoke Castle                                                                                        | retrato                              |             |
|        | Portrait of a Woman                                                       | 1650                             | Museu de Belas-Artes de Houston | Museu de Belas-Artes de Houston                                                                         | retrato                              |             |
|        | Portrait of a Man                                                         | 1650 século XVII                 | Museu de Arte Nelson-Atkins | Museu de Arte Nelson-Atkins                                                                             | retrato                              |             |
|        | Portrait of a Woman                                                       | 1650 década de 1650              | Museu de Arte de Saint Louis | Museu de Arte de Saint Louis                                                                            | retrato                              |             |
|        | Portrait of a man                                                         | 1651                             | Museu de Liechtenstein | Museu de Liechtenstein                                                                                  | retrato                              |             |
|        | Retrato de uma mulher.                                                    | século XVII                      | No/unknown value Museu de História da Arte em Viena Führermuseum Munich Central Collecting Point Charles Sedelmeyer collection | Führermuseum Munich Central Collecting Point                                                            | retrato                              |             |
|        | Retrato de um homem                                                       | século XVII                      | The Frick Collection | The Frick Collection                                                                                    | retrato                              |             |
|        | Portrait of a Woman                                                       | 1650                             | Metropolitan Museum of Art | Metropolitan Museum of Art                                                                              | retrato                              |             |
|        | Portrait of a man                                                         | 1650                             | Metropolitan Museum of Art | Metropolitan Museum of Art                                                                              | retrato                              |             |
|        | Retrato de um homem                                                       | 1650                             | Galeria Nacional de Arte Charles Sedelmeyer collection | Galeria Nacional de Arte                                                                                | retrato                              |             |
|        | Adriaen van Ostade, 1646/1648                                             | 1645                             | Galeria Nacional de Arte Andrew W. Mellon collection | Galeria Nacional de Arte                                                                                | retrato                              |             |
|        | Portrait of a man                                                         | 1653                             | Museu de Belas Artes de Budapeste | Museu de Belas Artes de Budapeste                                                                       | retrato                              |             |
|        | Portrait of a man                                                         | 1655                             | No/unknown value | | retrato                              |             |
|        | Portrait of a Woman                                                       | 1660                             | Ferens Art Gallery | Ferens Art Gallery                                                                                      | retrato                              |             |
|        | Portrait of a Man (68.101)                                                | 1655                             | Universidade de Rochester | Memorial Art Gallery                                                                                    | retrato                              |             |
|        | Portrait of a man                                                         | 1648                             | Galeria Nacional de Arte | Galeria Nacional de Arte                                                                                | retrato                              |             |
|        | The Traveller                                                             | 1655                             | Frans Halsmuseum | Frans Halsmuseum                                                                                        | retrato                              |             |
|        | Portrait of a man                                                         | 1650                             | Norton Simon Museum | Norton Simon Museum                                                                                     | retrato                              |             |
|        | Portrait of Tyman Oosdorp                                                 | 1656                             | Gemäldegalerie | Gemäldegalerie                                                                                          | retrato                              |             |
|        | Portrait of a man                                                         | década de 1650                   | Museu Bode No/unknown value Museu Nacional de Arte da Dinamarca | Museu Nacional de Arte da Dinamarca                                                                     | retrato                              |             |
|        | Retrato de um homem.                                                      | 1650                             | No/unknown value | | retrato                              |             |
|        | Retrato de uma mulher.                                                    | 1650                             | No/unknown value | | retrato                              |             |
|        | Portrait of Frans Post                                                    | 1655                             | Museu de Arte de Worcester Charles Sedelmeyer collection | Museu de Arte de Worcester                                                                              | retrato                              |             |
|        | Portrait of Adrianus Tegularius                                           | 1654                             | Coleção Adolphe Schloss | | retrato                              |             |
|        | Portrait of a Preacher                                                    | 1658                             | Rose-Marie and Eijk van Otterloo Collection Museu de Belas Artes de Boston Yale University Art Gallery | Museu de Belas Artes de Boston                                                                          | retrato                              |             |
|        | Portrait of a Woman                                                       | 1660                             | Christ Church Picture Gallery | Christ Church Picture Gallery                                                                           | retrato                              |             |
|        | Portrait of Cornelis Guldewagen                                           | 1660                             | Krannert Art Museum | Krannert Art Museum                                                                                     | retrato                              |             |
|        | Portrait of a man                                                         | 1660                             | The Frick Collection | The Frick Collection                                                                                    | retrato                              |             |
|        | Portrait of Herman Langelius                                              | 1660                             | Musée de Picardie collection Lavalard Frères de Roye | Musée de Picardie                                                                                       | retrato                              |             |
|        | Portrait of a Man in a Slouch Hat                                         | 1660                             | Museumslandschaft Hessen Kassel Gemäldegalerie Alte Meister | Gemäldegalerie Alte Meister                                                                             | retrato                              |             |
|        | Portrait of a man                                                         | década de 1660                   | Museu das Belas Artes Fundação E.G. Bührle | Museu das Belas Artes                                                                                   | retrato                              |             |
|        | Retrato de um homem                                                       | 1660                             | Museu de Belas Artes de Boston | Museu de Belas Artes de Boston                                                                          | retrato                              |             |
|        | The Itinerant Painter                                                     | 1640                             | Departamento de Pinturas do Louvre Charles Sedelmeyer collection | Louvre storage (depot)                                                                                  | retrato                              |             |
|        | Caveleiro em pé                                                           | 1630                             | Royal Collection | | retrato                              |             |
|        | Retrato de uma mulher                                                     | 1648                             | Museu de Belas Artes de Boston | Museu de Belas Artes de Boston                                                                          | retrato                              |             |
|        | Retrato de uma senhora.                                                   | 1618                             | No/unknown value | | retrato                              |             |
|        | Fragment of a young boy                                                   | 1621                             | No/unknown value Museu de Arte Kimbell | | retrato                              |             |
|        | Retrato de um homem                                                       | 1635 1630                        | No/unknown value | | retrato                              |             |
|        | Portrait of Cornelis Coning                                               | 1630                             | Allentown Art Museum | Allentown Art Museum                                                                                    | retrato                              |             |
|        | Portrait of an old woman                                                  | 1633                             | No/unknown value Museu de Belas Artes de Boston | | retrato                              |             |
|        | Portrait of a sitting man                                                 | 1630                             | Kremer Collection Charles Sedelmeyer collection | | retrato                              |             |
|        | Portrait of a Gentleman in White                                          | 1637                             | Fine Arts Museums of San Francisco Legion of Honor Andrew W. Mellon collection | Legion of Honor                                                                                         | retrato                              |             |
|        | Head of a boy                                                             | 1638                             | No/unknown value | | retrato                              |             |
|        | Portrait of a seated woman                                                | 1643                             | Fortaleza de Coburg Pomeranian State Museum Stiftung Pommern National Museum in Szczecin | Fortaleza de Coburg Pomeranian State Museum National Museum in Szczecin                                 | retrato                              |             |
|        | Portrait fragment of a man                                                | década de 1640                   | Museu de Arte Hood | Museu de Arte Hood                                                                                      | retrato                              |             |
|        | Portrait of a man                                                         | 1644                             | No/unknown value Frans Halsmuseum | | retrato                              |             |
|        | Portrait of a woman with gloves                                           | 1645                             | Frans Halsmuseum | Frans Halsmuseum                                                                                        | retrato                              |             |
|        | Portrait of a man with his hand on his heart                              | 1632                             | Museu de Belas Artes de Bordéus | Museu de Belas Artes de Bordéus                                                                         | retrato                              |             |
|        | The violinist                                                             | 1625                             | No/unknown value | | pintura de género                    |             |
|        | Um menino lendo                                                           | 1638                             | Kunst Museum Winterthur | Kunst Museum Winterthur                                                                                 | retrato                              |             |
|        | Portrait of Maritje Claesdr Vooght                                        | 1639                             | No/unknown value | | retrato                              |             |
|        | Portrait of a man leaning over the back of a chair                        | 1630                             | No/unknown value | | retrato                              |             |
|        | Cabeça de um menino de perfil                                             | 1630                             | Galeria Nacional de Arte Kunsthandel P. de Boer | Galeria Nacional de Arte                                                                                | retrato                              |             |
|        | Frans Hals, Self-Portrait                                                 | século XVII                      | Galeria Nacional Finlandesa | Sinebrychoff Art Museum                                                                                 | autorretrato retrato                 |             |
|        | Portrait of a Boy facing Left                                             | década de 1620                   | Museu de Arte de Filadélfia | Museu de Arte de Filadélfia                                                                             | pintura de género                    |             |
|        | Portrait of a Boy                                                         | década de 1620                   | Museu de Arte de Filadélfia | Museu de Arte de Filadélfia                                                                             | pintura de género                    |             |
|        | The Laughing Toper                                                        | século XVIII                     | Instituto de Artes de Minneapolis Julius Böhler AG | Instituto de Artes de Minneapolis                                                                       | pintura de género                    |             |
|        | portrait of a woman with enlarged ruff and cut down from original size    | 1640                             | No/unknown value | coleção particular                                                                                      | retrato                              |             |
|        | Auto-retrato                                                              | década de 1640                   | Indianapolis Museum of Art | Indianapolis Museum of Art                                                                              | autorretrato                         |             |
|        | Portrait of a man aged 39 with an inkwell                                 | 1636                             | Museu Nacional de Varsóvia | reserva técnica                                                                                         | retrato                              |             |
|        | Portrait of two fisherboys with one holding a crab                        | 1629                             | No/unknown value The Phoebus Foundation | coleção particular Schaeffer Galleries Kunsthandel D. Katz                                              | retrato                              |             |
|        | An Old Lady                                                               | 1628                             | Yale University Art Gallery | Yale University Art Gallery                                                                             | retrato                              |             |
|        | Portrait of a General                                                     | década de 1620                   | Museu Nacional de Arte | Museu Nacional de Arte                                                                                  | retrato                              |             |
|        | Portrait of Caspar Sibelius                                               | 1637                             | No/unknown value | | retrato                              |             |
|        | Head of a boy in a beret                                                  | 1640                             | No/unknown value | coleção particular                                                                                      | retrato                              |             |
|        | Rommelpot Player (Hubert)                                                 | 1645                             | No/unknown value | coleção particular                                                                                      | pintura de género                    |             |
|        | Portrait of a Young Man with gloves                                       | 1630                             | Rose-Marie and Eijk van Otterloo Collection Museu de Belas Artes de Boston | coleção particular                                                                                      | retrato                              |             |
|        | Banquet in a Park                                                         | século XVII década de 1600       | Gemäldegalerie | No/unknown value                                                                                        | pintura de género                    |             |
|        | Head of a Boy Facing Left                                                 | década de 1620                   | Museum Mayer van den Bergh | Museum Mayer van den Bergh                                                                              | retrato                              |             |
|        | Portrait of a Man                                                         | 1630                             | Museum Mayer van den Bergh | Museum Mayer van den Bergh                                                                              | retrato                              |             |
|        | Portrait of Pieter Bor                                                    | 1633                             | Suermondt-Ludwig-Museum | Suermondt-Ludwig-Museum                                                                                 | retrato                              |             |
|        | Portrait of a man with hat and ruff collar                                | 1635                             | No/unknown value Charles Sedelmeyer collection | coleção particular                                                                                      | retrato                              |             |
|        | Portrait of a man                                                         | 1630                             | Burrell Collection | Burrell Collection                                                                                      | retrato                              |             |
|        | Portrait of Jacobus Revius                                                | década de 1630                   | No/unknown value | No/unknown value                                                                                        | retrato                              |             |
|        | The Toper                                                                 | 1640                             | No/unknown value Museu Nacional de Belas Artes Musée Bonnat-Helleu | | retrato                              |             |
|        | Portrait of a woman in a ruff collar                                      | 1630                             | No/unknown value | coleção particular                                                                                      | retrato                              |             |
|        | Man leaning over the back of a chair                                      | 1650                             | No/unknown value | | retrato                              |             |
|        | Portrait of a man holding an open book                                    | 1606 1660                        | No/unknown value Führermuseum Munich Central Collecting Point | Führermuseum Munich Central Collecting Point                                                            | retrato                              |             |
|        | The Smoker (Königsberg)                                                   | 1623                             | Königsberg City Museum | | pintura de género                    |             |
|        | Portrait of Aernout Druyvesteyn (after his civic guard portrait)          | 1650                             | No/unknown value | | retrato                              |             |
|        | Man with a large pottery jug or drinkebroer                               | 1650                             | No/unknown value | | pintura de género                    |             |
|        | Boy in profile wearing a feathered beret                                  | década de 1640                   | No/unknown value | | pintura de género                    |             |
|        | Portrait of a Young Man                                                   | 1650                             | No/unknown value Friedenstein Castle | Friedenstein Castle                                                                                     | retrato                              |             |
|        | Fisherboy                                                                 | 1650                             | Allentown Art Museum | Allentown Art Museum                                                                                    | retrato                              |             |
|        | Portrait of a man with a beard and ruff collar                            | 1633                             | No/unknown value | | retrato                              |             |
|        | Portrait of Johannes Hoornbeeck (Detroit version)                         | 1645                             | No/unknown value | | retrato                              |             |
|        | Portrait of a man with a tassle collar holding gloves or flax             | 1606 1658                        | Museu das Belas Artes Führermuseum Munich Central Collecting Point | Museu das Belas Artes Führermuseum Munich Central Collecting Point                                      | retrato                              |             |
|        | Rommelpot Player with Six Children                                        | 1650                             | Wilton House | Wilton House                                                                                            | pintura de género                    |             |
|        | Portrait of a Man                                                         | 1659                             | No/unknown value Jacques Goudstikker collection | | retrato                              |             |
|        | Head of a boy with a flute                                                | 1650                             | No/unknown value | No/unknown value                                                                                        | retrato                              |             |
|        | Portrait of Pieter Bor with Quill and Book                                | 1634                             | Museum Boymans-van Beuningen | Museum Boymans-van Beuningen                                                                            | retrato                              |             |
|        | Study for a portrait of a man                                             |                                  | Museu Nacional de Varsóvia | Museu Nacional de Varsóvia                                                                              |                                      |             |
|        | Portrait of Willem van Heythuysen                                         | 1635                             | No/unknown value | | retrato                              |             |
|        | Herrenporträt                                                             | 1606                             | Führermuseum Munich Central Collecting Point | Führermuseum Munich Central Collecting Point                                                            |                                      |             |
|        | man's portrait                                                            |                                  | Munich Central Collecting Point | Munich Central Collecting Point                                                                         |                                      |             |
|        | Portrait of Johannes Hoornbeek, teacher in Leiden                         | século XVII 1 de janeiro de 1691 | Icones Leidenses | Universidade de Leiden                                                                                  | retrato                              |             |
|        | Portrait of Jacob van Campen                                              | 1650                             | Musée de Picardie | Musée de Picardie                                                                                       | retrato                              |             |
|        | The Drinker                                                               | década de 1620                   | Museu Marmottan Monet | Museu Marmottan Monet                                                                                   | Tronie                               |             |
|        | Portrait of Jan van de Cappelle (1626-1679)                               | século XVII                      | | | retrato                              |             |
|        | Familiegroep in landschap                                                 | século XVII                      | | | pintura de paisagem                  |             |
|        | Portrait of an unknown person                                             | 1635                             | | | retrato                              |             |
|        | Head of a boy                                                             | 1635                             | No/unknown value | | retrato                              |             |
|        | Laughing boy with a dog                                                   | 1675                             | Museu Nacional de Arte Julius Böhler AG | Museu Nacional de Arte                                                                                  | retrato                              |             |
|        | A fisher-girl before a town square                                        | 1637                             | No/unknown value | | pintura de género                    |             |
|        | Rene Descartes (1596–1650)                                                |                                  | Royal Society | Royal Society                                                                                           | retrato                              |             |
|        | Woman in a Ruff (possibly Sara Wolphaerts van Diemen)                     |                                  | Hospitalfield House | Hospitalfield House                                                                                     |                                      |             |
|        | Portrait of a Man Holding a Skull                                         |                                  | University of Edinburgh Art Collection | University of Edinburgh Art Collection                                                                  | retrato                              |             |
|        | Portrait of a Seventeenth-Century Man in a Hat                            | século XX                        | | | retrato                              |             |
|        | Portrait de Madame de Wrée                                                |                                  | Musée des beaux-arts de Liège | Musée des beaux-arts de Liège                                                                           | retrato                              |             |
|        | Porträt on Rene Descartes                                                 |                                  | Helsingborg museum | Helsingborg museum                                                                                      |                                      |             |
|        | Lachender Junge                                                           |                                  | Musée Magnin | Musée Magnin                                                                                            |                                      |             |

∑ 312 items.